# ダイヤモンドシティ・名西ショッピングセンター
ダイヤモンドシティ・名西ショッピングセンター（ダイヤモンドシティ・めいせいショッピングセンター）は、株式会社ダイヤモンドシティ（現在：イオンモール株式会社）が運営していたショッピングセンター。

## 歴史
1970年（昭和45年）11月21日の開業で、ダイヤモンドシティ第一号店の東住吉ショッピングセンター（1970年6月開設、2004年（平成16年）10月2日閉店）に次ぐ2店舗目の施設であった。
特筆すべきこととして、日本で初めてのケンタッキーフライドチキンの常設店舗が当施設にて開店している（ただし、営業不振のため翌年に閉店）他、1979年（昭和54年）12月22日から1983年（昭和58年）11月25日まで3階に「ダイヤモンド東宝」という180席の映画館が入居していた。
建物の老朽化などにより2005年（平成17年）6月20日に閉店し、35年の歴史に幕を閉じた。
跡地にはイオンタウン名西がイオンタウン株式会社の運営で2013年（平成25年）9月6日に開業した。
閉店時点では、核店舗のジャスコの他に、ヤマナカやカーマ、キャデン 、ダイソーなどの大型店を含む73店舗が入居していた。
なお、「ダイヤモンドシティスポーツクラブCOMS Sky Garden（現：グンゼスポーツクラブCOMS Sky Garden）」は2001年（平成13年）10月1日付でグンゼに営業譲渡されることになった。
閉店直前の年間売上高は約98億円で、従業員は約820名だった。
建物解体時にアスベスト調査を行った際に、立体駐車場からアスベストが発見された。